# Dermatobranchus
Dermatobranchus is een geslacht van weekdieren uit de klasse van de Gastropoda (slakken).

## Soorten
- Dermatobranchus albineus Gosliner & Fahey, 2011
- Dermatobranchus albopunctulatus Baba, 1949
- Dermatobranchus albus (Eliot, 1904)
- Dermatobranchus arminus Gosliner & Fahey, 2011
- Dermatobranchus caeruleomaculatus Gosliner & Fahey, 2011
- Dermatobranchus caesitius Gosliner & Fahey, 2011
- Dermatobranchus cymatilis Gosliner & Fahey, 2011
- Dermatobranchus dendronephthyphagus Gosliner & Fahey, 2011
- Dermatobranchus diagonalis Gosliner & Fahey, 2011
- Dermatobranchus earlei Gosliner & Fahey, 2011
- Dermatobranchus fasciatus Gosliner & Fahey, 2011
- Dermatobranchus fortunatus (Bergh, 1888)
- Dermatobranchus funiculus Gosliner & Fahey, 2011
- Dermatobranchus glaber (Eliot, 1908)
- Dermatobranchus gonatophorus van Hasselt, 1824
- Dermatobranchus kalyptos Gosliner & Fahey, 2011
- Dermatobranchus kokonas Gosliner & Fahey, 2011
- Dermatobranchus leoni Gosliner & Fahey, 2011
- Dermatobranchus marginlatus Lin, 1981
- Dermatobranchus microphallus Gosliner & Fahey, 2011
- Dermatobranchus multidentatus Baba, 1949
- Dermatobranchus multistriatus Lin, 1981
- Dermatobranchus nigropunctatus Baba, 1949
- Dermatobranchus oculus Gosliner & Fahey, 2011
- Dermatobranchus ornatus (Bergh, 1874)
- Dermatobranchus otome Baba, 1992
- Dermatobranchus phyllodes Gosliner & Fahey, 2011
- Dermatobranchus piperoides Gosliner & Fahey, 2011
- Dermatobranchus primus Baba, 1976
- Dermatobranchus pustulosus van Hasselt, 1824
- Dermatobranchus rodmani Gosliner & Fahey, 2011
- Dermatobranchus rubidus (Gould, 1852)
- Dermatobranchus sagamianus Baba, 1949
- Dermatobranchus semilunus Gosliner & Fahey, 2011
- Dermatobranchus semistriatus Baba, 1949
- Dermatobranchus striatellus Baba, 1949
- Dermatobranchus striatus van Hasselt, 1824
- Dermatobranchus substriatus Baba, 1949
- Dermatobranchus tongshanensis Lin, 1981
- Dermatobranchus tuberculatus Gosliner & Fahey, 2011